# 여수 흥국사 중수사적비
여수 흥국사 중수사적비(麗水 興國寺 重修事蹟碑)는 대한민국 전라남도 여수시에 있는 조선시대의 사적비이다. 2011년 12월 20일 전라남도의 유형문화재 제312호로 지정되었다.

## 개요
여수 흥국사 중수사적비는 1703년(숙종 29)에 건립된 것이다. 비문을 지은 최창대는 당대의 명문장이었고, 비문을 쓴 이진휴 역시 숙종대에「통도사사리탑비」「선암사중수비」(전라남도 유형문화재 제 92호)등 많은 작품을 남긴 명필이었다.
비문의 내용에는, 창건자 지눌과 무의자 담당(無衣子)와의 관계, 송광사가 세워진 직후 흥국사가 창건되었다는 사실, 1560년(명종 15) 법수회상(法守和尙)에 의해 사찰건물 1천여간이 증축되었다는 것, 1624년(인조 2) 계특(戒特)의 대대적인 사찰중건의 사실, 그리고 통일(通日)의 법당 개축사실 등 흥국사의 사적들이 구체적으로 기록되어 있다.
중수비 뒷면에는 정동호(鄭東虎)가 지은 발문을 문세욱(文世郁)이 썼는데, 그 주요 내용은 흥국사의 창사와 중건 과정에서 공로를 세운 사람들에 대한 기록이다. 즉, 보조국사가 흥국사를 창건한 이래 조선에 들어와 임진왜란을 겪으며 온갖 고충을 극복하며 약 470년 동안 중건한 승려들을 높이 평가한 내용이다. 바로 이어서 중건과정에서 협조한 김덕항(金德恒)을 비롯한 약 140명의 명단이 적혀 있다. 중건과정에 도움을 준 지방관과 중앙정계의 인물, 관련 승려, 여성을 포함한 신도, 그리고 석공들의 명단까지 기록되어 있어서 당시 중수비의 건립과정을 살필 수 있는 중요한 자료이다.

## 참고 자료
- 여수 흥국사 중수사적비 - 국가유산청 국가유산포털